# Jens Bojsen-Møller
Jens Bojsen-Møller, född den 8 juni 1966 i Köpenhamn, är en dansk seglare.
Han tog OS-brons i Flying Dutchman i samband med de olympiska seglingstävlingarna 1992 i Barcelona.